# Hochstift Worms
Das Hochstift Worms war der weltliche Herrschaftsbereich der Wormser Bischöfe und ein Reichsstand des Heiligen Römischen Reiches.

## Geschichte des Hochstifts Worms

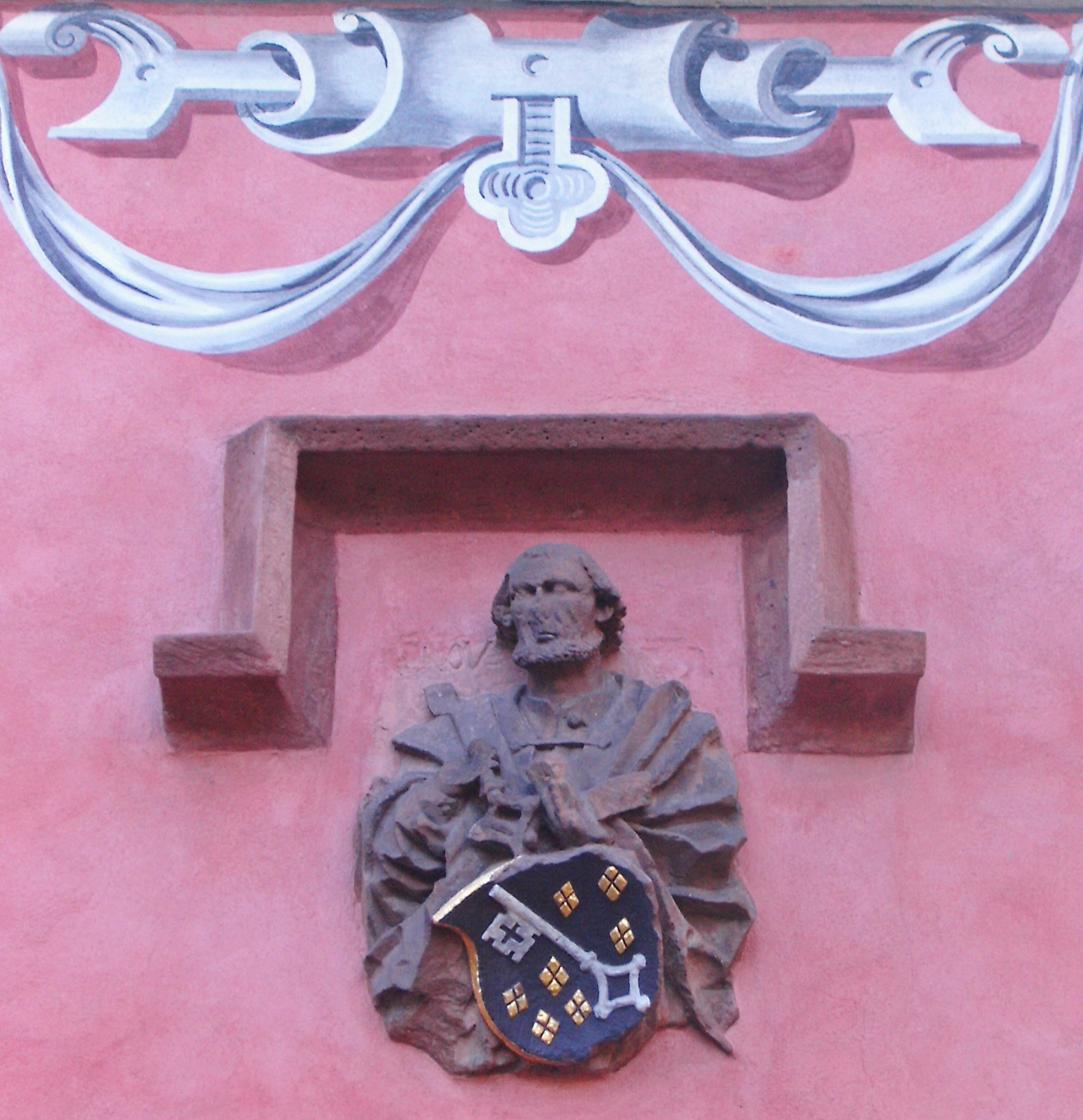
Bistumspatron St. Petrus mit Wormser Bistumswappen, am Bischofshof Ladenburg; heutiges Lobdengau-Museum

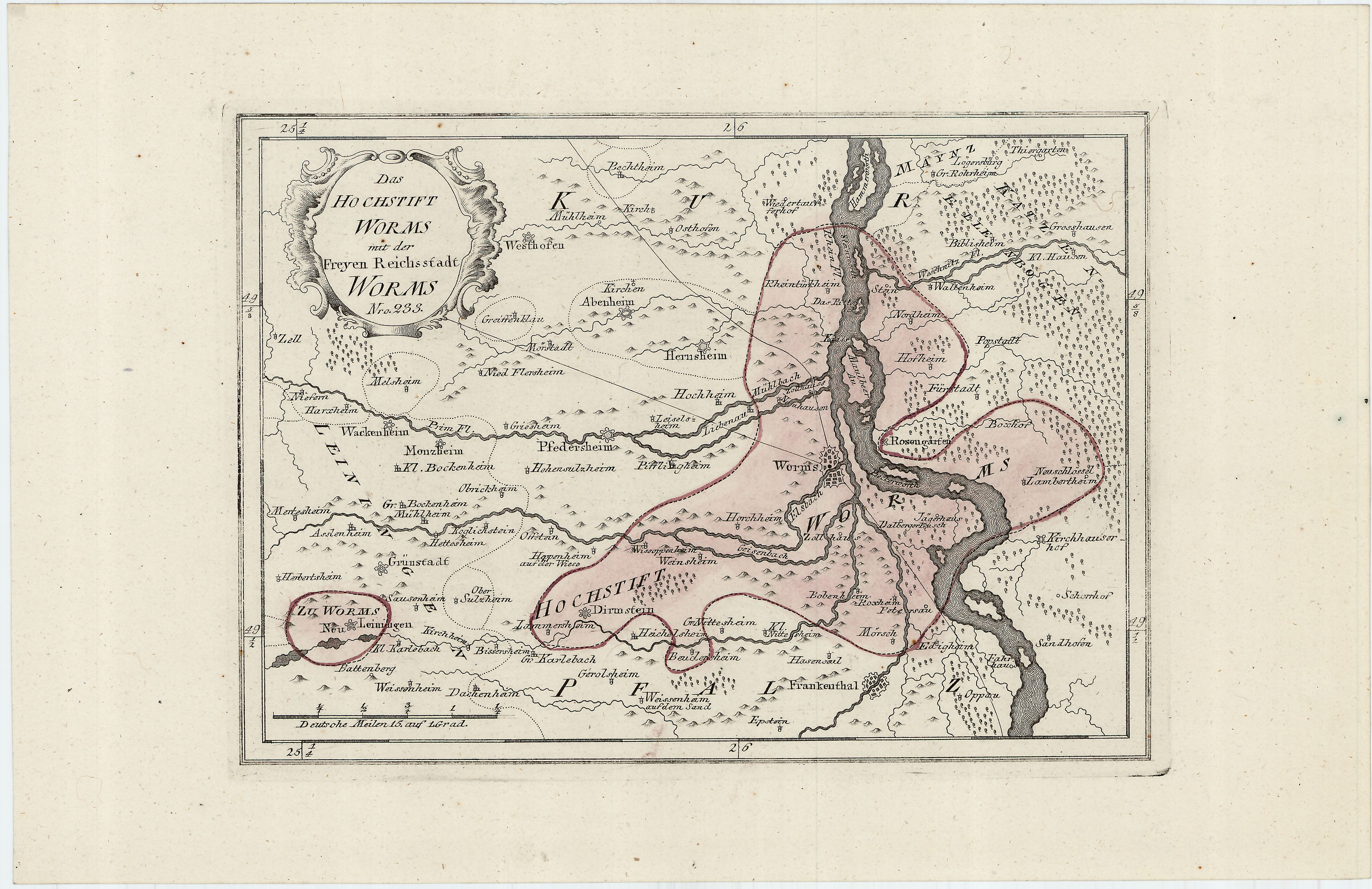
Hochstift Worms mit freier Reichsstadt Worms 1791

Die Vogtei des Bistums Worms, verbunden mit dem Amt des Burggrafen, lag bis 1156 bei den Grafen von Saarbrücken und gelangte dann an die Pfalzgrafen bei Rhein. Obwohl der Bischof im Verlauf der Stauferzeit eine große Bedeutung hatte, gelang ihm auf Dauer nur der Erwerb eines kleinen Herrschaftsgebietes, dessen Residenz 1400 Ladenburg wurde. Als Fürstbischof war der Bischof von Worms mit einer Virilstimme im Reichsfürstenrat vertreten.
Das nach und nach immer mehr verkleinerte und nur aus Exklaven bestehende Staatsgebiet umfasste ab dem 18. Jahrhundert lediglich noch 15 linksrheinische und 3 rechtsrheinische Dörfer im Umkreis von Worms. Im Jahr 1798 fielen die linksrheinischen Güter, zuletzt mit acht Quadratmeilen und 20.000 Einwohnern, die etwa 8.500 Gulden an Jahreseinkommen umfassten, an Frankreich. Die rechtsrheinischen Gebiete gelangten 1803 an Baden und Hessen-Darmstadt.

### Besitz im Mittellahngebiet (Mittelhessen)
Fernab von Worms war dem Hochstift in Mittelhessen (siehe Abschnitt Geschichte) im ehemaligen Lahngau umfangreicher Besitz von den Kaisern zugeteilt worden. So übertrug 993 die Vormundschaftsregierung des minderjährigen Königs Otto III. das Stift Weilburg mit dem zugehörigen Besitz und den Rechten an den Wormser Bischof Hildibald, den Leiter der königlichen Kanzlei, quasi als Entschädigung dafür, dass das Bistum Worms in der Umgebung von Worms und im Pfälzer Wald gegenüber dem Salierherzog Otto hatte zurücktreten müssen. Damit wurde das Bistum Worms zu einem politischen Faktor im Mittellahngebiet. Bis zum Jahr 1002 kam fast der gesamte Besitz des Stiftes Weilburg einschließlich der Siedlung Weilburg an das Bistum Worms. Weiterer Besitz konzentrierte sich um Frankenberg (Eder), Marburg, Gladenbach, Haiger und Nassau.
Dazu schreibt Karl Ernst Demandt in Geschichte des Landes Hessen:

„Unterstützt von den ottonischen Kaisern hatte das Bistum Worms geradezu das Erbe des konradinischen Herrscherhauses in Mittelhessen angetreten, wie aus den ihm zugewandten, großen Reichsgutkomplexen im 10. und 11. Jahrhundert hervorgeht.

König Konrad schenkte z. B. 914 das große Gebiet der ‚Haigerer Kirche‘ an das Walpurgis-Stift in Weilburg. Kaiser Otto III. gab 993 sogar den gesamten Konradinerbesitz an das Domstift Worms.“

Die Vögte des Stiftes Weilburg, die Grafen von Nassau, drängten jedoch den Einfluss des Bistums im Mittellahngebiet und im mittelhessischen Raum immer mehr zurück, dehnten damit ihren Herrschaftsbereich aus und festigten ihn.
Im Jahr 1294 erwarb Adolf von Nassau, seit 1292 deutscher König, das Weilburger Vogteigebiet mit dem Walpurgisstift durch Kauf zu Eigentum. Das Kirchenpatronat verblieb allerdings beim Bischof von Worms.

### Landeseinteilung
Im 18. Jahrhundert war das Land in die vier Ämter unterteilt, auch als Amtskellereien bezeichnet: Lampertheim, Horchheim, Dirmstein und Neuleiningen, zu denen noch die Amtsschaffnerei Neuhausen hinzukam.

#### Lampertheim

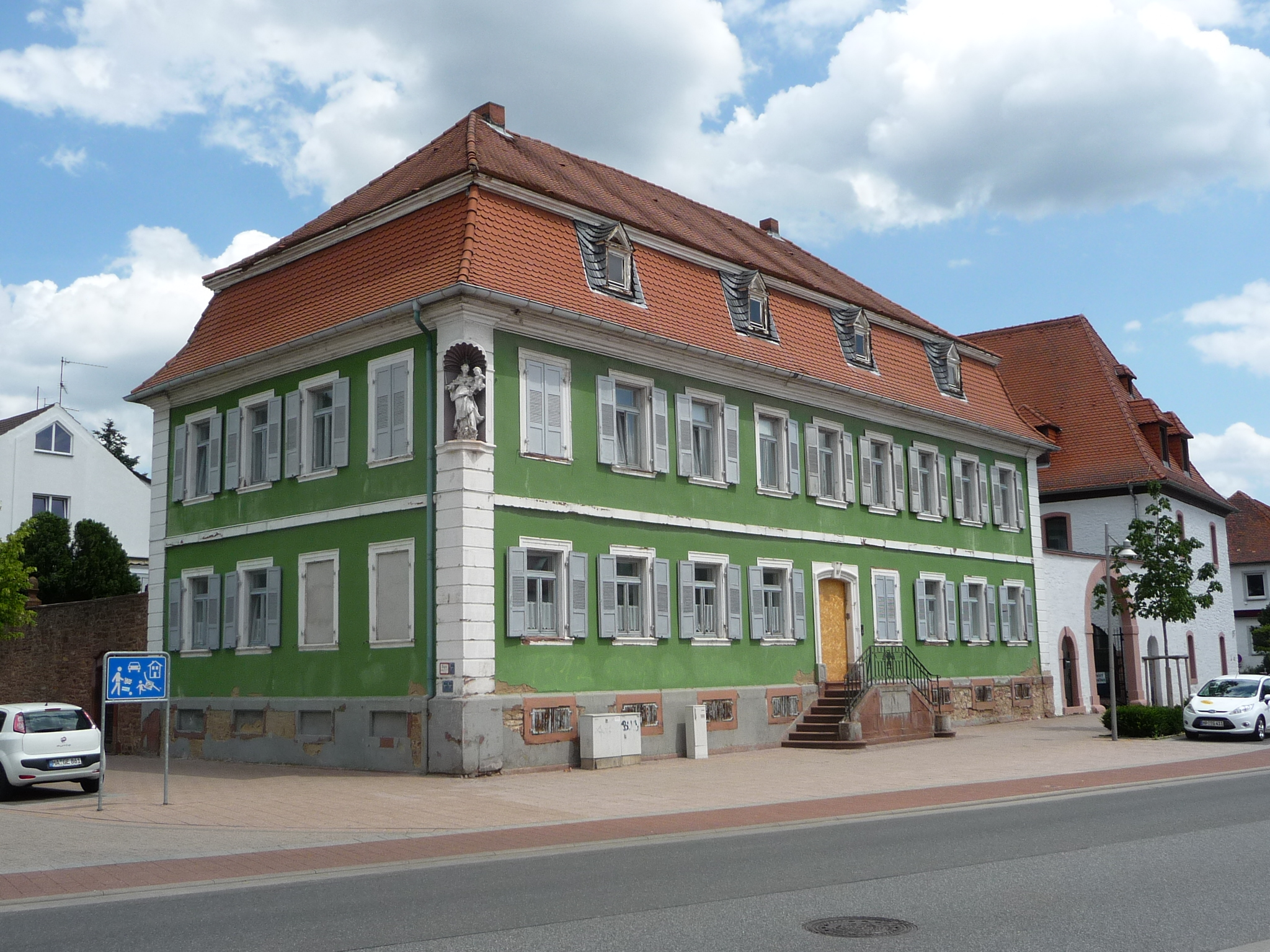
Rentamt Lampertheim, Sitz der Wormser Amtskellerei

Die Kellerei Lampertheim (auch: Kellerei Stein) hatte ihren Amtssitz im Rentamt in Lampertheim und umfasste die Ortschaften: 
- Lampertheim
- Hofheim
- Nordheim

#### Horchheim

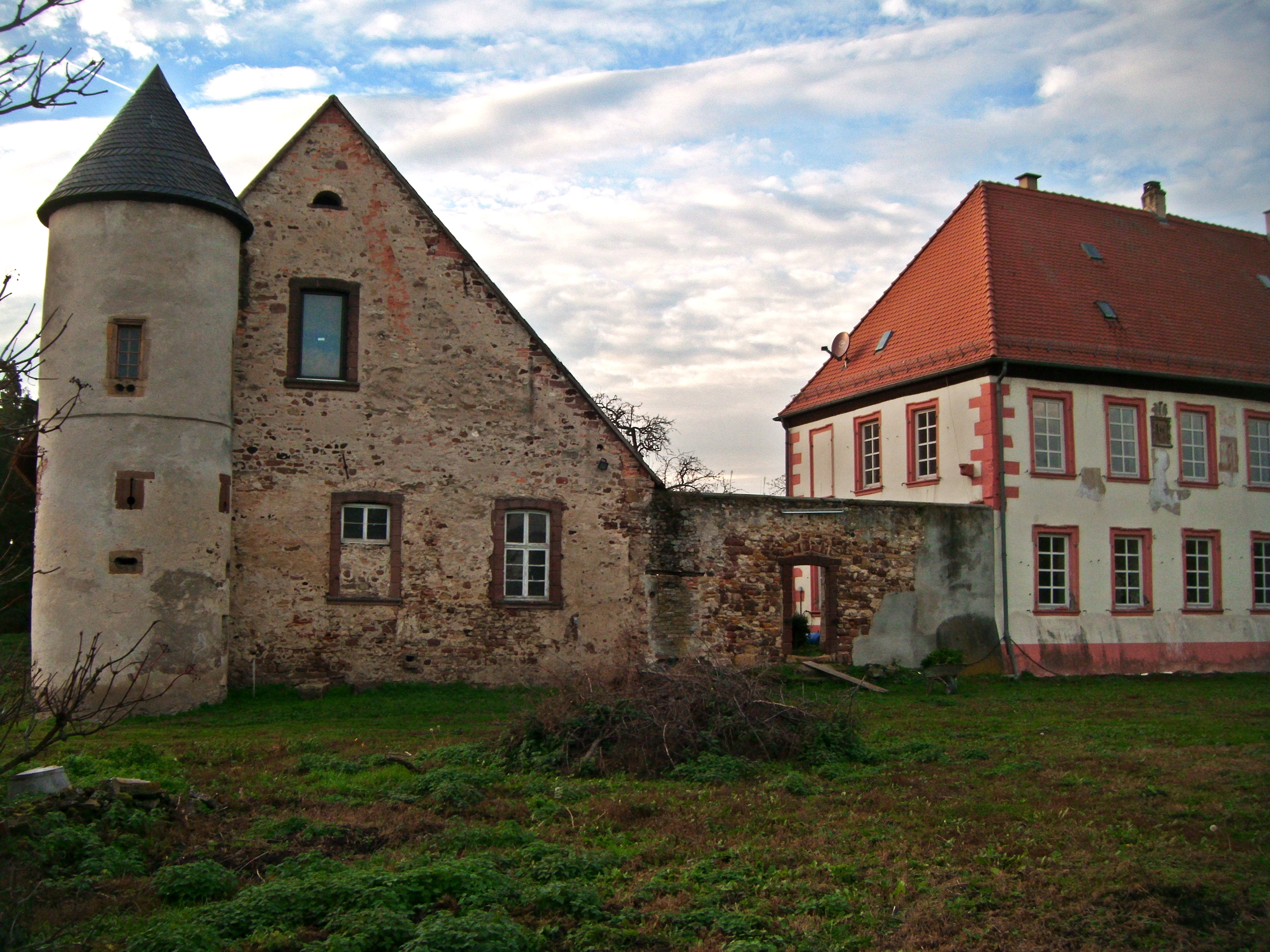
Bischöfliches Schloss Dirmstein, rechts Amtshaus der Kellerei, links Wirtschaftsgebäude mit Diebsturm

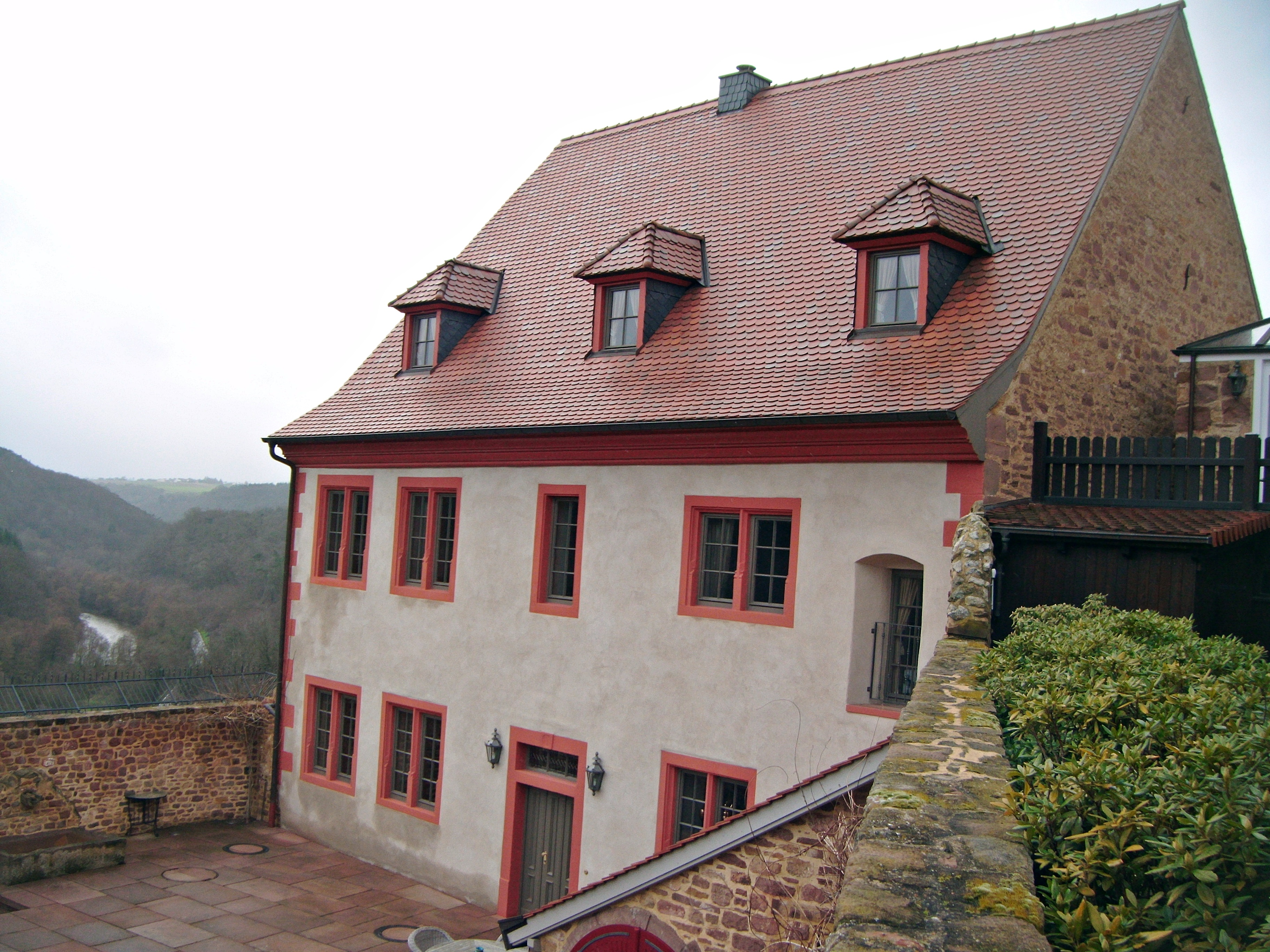
Amtshaus der bischöflichen Kellerei Neuleiningen

Zur Kellerei Horchheim zählten die Dörfer:
- Horchheim
- Weinsheim
- Wiesoppenheim
- Roxheim
- Bobenheim am Rhein
- Mörsch

#### Dirmstein
Die Kellerei Dirmstein war beim Bischöflichen Schloss zu Dirmstein ansässig (das Amtshaus ist noch erhalten). Für die bischöfliche Kellerei Dirmstein ist 1774 folgender Personalstand an Verwaltungsbeamten nachgewiesen, der auch in den anderen Bezirken ähnlich gewesen sein dürfte: „1 Amtskeller (Amtmann), 1 Amtsschreiber, 1 Oberschultheiß, 2 Gerichtsschreiber und 2 Amtsdiener.“ Das Amt Dirmstein umfasste die Gemeinden:
- Dirmstein
- Laumersheim
- Beindersheim

#### Neuleiningen
Die Kellerei Neuleiningen residierte in der Bischöflichen Kellerei Neuleiningen und verwaltete die Dörfer:
- Neuleiningen
- Hettenheim
- Leidelheim
- Ramsen

#### Neuhausen
Die Amtsschaffnerei Neuhausen war für die drei im 18. Jahrhundert von der Kurpfalz an das Hochstift abgetretenen Orte zuständig:
- Neuhausen
- Rheindürkheim
- Klostergut Liebenau

#### Neckarsteinach
Das Amt Neckarsteinach war Kondominat des Hochstifts Worms und des Hochstifts Speyer.

## Personen
- Johann Franz von Riffel († 1813), Kanzler des Hochstifts Worms